# Dispersarea ceții
Procedeele de dispersare a ceții sunt metode mecanice sau chimice care reduc sau elimină ceața din anumite zone, în principal pentru a îmbunătății vizibilitatea. Ele sunt utilizate în special pentru aeroporturi sau pentru alte căi de comunicație. Răspândirea sistemelor de dispersare a ceții este, în prezent, încă redusă, din cauza costurilor ridicate și a eficienței lor relativ reduse. Pentru temperaturi pozitive, există metode care însămânțează particule de sare sau încălzesc ceața. Aceste tehnici sunt în prezent nesigure. Pentru temperaturi negative, există tehnici de însămânțare cu dioxid de carbon solid sau cu gaz propan împrăștiat la nivelul solului.